# 다이류
다이류(대류 (台流))는 일본에서 유래한 말로, 대만의 대중 문화 (배우, 드라마, 음악, 패션, 영화 등)가 인기몰이를 하고, 역시 일본 내에서 유행하는 한류와 구분짓기 위하여 만들어진 신조어다.

## 역사
21세기로 넘어오면서 초창기 한류가 일본에서 큰 성공을 거뒀지만, 대만의 문화 상품 수입도 이와 견줄 만한 뚜렷한 성장을 보였다. 또 대만은 대한민국처럼 아시아의 네 호랑이 중 한 국가이기도 했다. 대만 대중문화가 퍼져나가게 된 것은 한류가 아시아에 퍼진 시점보다 조금 더 빨랐다. 2001년 대만 드라마 <유성화원>은 방송된 지 얼마 되지 않아 아시아 전역의 시청자들을 사로잡았다. <유성화원>은 필리핀에서 역사상 가장 큰 TV 드라마 시청률을 기록했고, 마닐라에서만 1000만 명이 넘는 일일 시청자를 끌어모았으며, 드라마에 주인공으로 출연한 대만 보이밴드 F4는 하룻밤 사이에 스타로 등극했다. F4의 인기는 중화인민공화국, 홍콩, 싱가포르, 말레이시아, 태국, 인도네시아, 일본, 그리고 대한민국까지 아시아 전역으로 퍼져나갔다. F4가 큰 성공을 거두면서 대만에서는 이 때 즈음 5566, 183 클럽, 파렌하이트 등 수많은 보이 밴드가 생겨났다. 2002년 BBC는 F4 멤버들을 두고 이전엔 이름없던 배우였던 이들이 <유성화원>의 성공으로 "아시아 전역에 히스테리를 일으켰다"고 표현했다. <유성화원> (일본 만화 <꽃보다 남자>의 각색 드라마)가 인기를 끈 이유는 두가지 요소로 분석된다.
- 주인공과 유대감을 쌓는 데 특히 중점을 두어 관객으로 하여금 감정 이입을 하도록 했다.
- 여성의 성적 욕구를 확실히 이끌어냈다. 여성의 몸을 성적화한 기존의 진부한 드라마와는 정반대로 <유성화원>은 남성 배우 (대만 아이돌 그룹 F4)에 대한 성적 관심을 마케팅해 여성들이 성적 감정을 분명히 표출할 자유를 제공했다.[6][7]

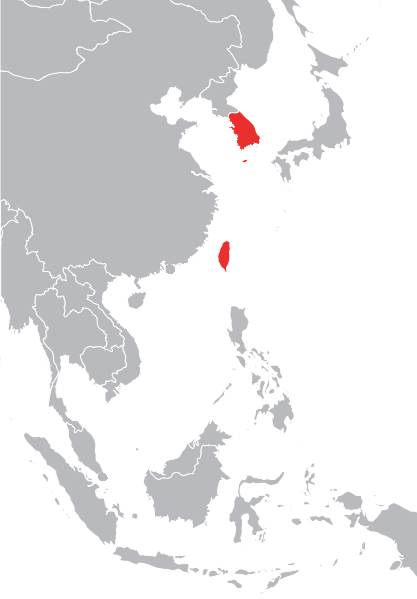
아시아의 네 호랑이인 대한민국과 중화민국

<유성화원>의 성공으로 후속편인 <유성화원 2>도 점차 여러 아시아 국가에 방영됐다. 이후 유성화원의 원작인 <꽃보다 남자>가 일본, 대한민국, 중화인민공화국 방송에서도 각각 드라마화되어 방영됐다. 2002년에는 한국 드라마 <겨울연가>가 일본에서 드라마 관련 상품 및 소설 판매로 350억원의 매출을 올리는 등 아시아에서 컬트적 인기를 끌면서 <유성화원>의 명성과 맞먹는 첫번째 드라마 자리에 올랐다.
2002년부터 동남아시아 방송의 유행 흐름은 급격한 변화를 맞기 시작했다. 평소 같으면 할리우드 영화를 방영하기 위해 마련해뒀던 황금 시간대에 한국과 대만 드라마가 자리를 차지하게 된 것이다. 한국 드라마가 대만 드라마를 점차 앞지르고 있었지만 아직까지 아시아 대다수 지역에서는 F4, S.H.E, 파렌하이트 같은 대만 밴드에 집중하고 있었다. K-pop이 이런 추세를 본격적으로 돌파한 것은 TVXQ, SS501, 그리고 BBC가 아시아에서는 누구나 아는 이름이라고까지 했었던 슈퍼주니어 가 데뷔하면서부터였다.
2000년대 후반에 들어서면서부터는 K-pop의 대항마로 따라잡아 나설 만한 대만 음악인은 더 이상 없었다. F4나 파렌하이트 같은 그룹이 아시아 내에서 작지만 열성적인 팬 기반을 유지하고는 있었으나, 빅뱅과 슈퍼주니어 같은 K-pop 밴드들은 아시아를 넘어서 전세계의 10대와 젊은 20대를 휘어잡았고, 특히 두 그룹은 남아메리카, 동유럽, 중동에서 큰 팬덤을, 서양 국가에서는 소규모 팬덤 (주로 아프리카, 아시아, 중동, 동유럽계 이민자들)을 거느렸다.

## 일본
일본에서 인기 트렌드를 주도하는 해외 음악장르로는 두 가지가 있는데 하나는 K-pop이고, 다른 하나는 타이완 팝이다 (맨더린어로 부른 음악이기 때문에 맨도팝이라고 부름). 또 이런 대만 대중문화의 인기몰이 현상을 가리키는 말로, 한류와 비슷한 '타이류' (台流)가 쓰이고 있다. 일본 내에서 태류는 긴 시간을 거쳐 보편적인 문화가 되었다. <유성화원>, <애작극지문>, <남구화>, <하일참, 행복> 같은 대만 아이돌 드라마는 일본 내에서 파향을 일으켰고, 반대로 각트 등의 일본 아티스트들이 재미로 대만 여행을 자주 가기도 했다.
최근에는 대만 남성 가수 뤄즈샹이 일본의 태류를 주도하고 있다. 2012년 2월 15일 뤄즈샹은 첫 일본 싱글 <단테>를 발매하면서 일본 음악계를 강타했다. 이 싱글은 발매 첫주만에 오리콘 차트 10위에 올랐다. 이로써 뤄즈샹은 원로가수 등려군 이후 25년 만에 오리콘 차트에 이름을 올린 두번째 대만 가수이자, 10위권에 올라간 가수로는 최초의 대만 가수가 되었다. 일본 매체에서는 일본 아이돌 야마시타 도모히사의 대만판이라고 칭하기도 했다.

## 같이 보기
- 대만의 문화
  - C-pop
  - 맨도팝
  - 대만 드라마
  - 대만 영화
  - 버블티
- 한류
- 쿨 재팬
- 브리티시 인베이전
- 우루과얀 인베이전